# Мурильо, Мигель
Миге́ль Мури́льо (исп. Miguel Murillo, 24 марта 1898 года, Ла-Пас, — 12 февраля 1968 года, Боливия) — боливийский футболист, вратарь, участник чемпионата мира 1930 года.

## Карьера

### Клубная
Мигель Мурильо играл за клуб «Боливар».

### В сборной
Был в заявке сборной на чемпионат мира 1930 года однако на поле не выходил. Остался в тени основного голкипера национальной команды Хесуса Бермудеса.